# Lloyd Barker
Lloyd Barker (Kingston, 12 dicembre 1970) è un ex calciatore e allenatore di calcio giamaicano.

## Carriera
Ha iniziato la sua carriera nell'Ottawa Intrepid, per poi passare nel 1993 ai Montréal Impact dove rimane per 5 anni, collezionando 112 presenze e 34 gol. Nel 1994 contribuisce nella conquista della APSL, il massimo campionato statunitense dell'epoca.
Dopo un'esperienza ai Harbour View FC passa ai Toronto Lynx, giocando 46 partite e segnando una rete.
Dal 2001 al 2004 milita ancora negli Impact; alla fine delle due esperienze con la società quebecchese, colleziona 191 presenze e 39 reti.
Il 3 marzo 2005 annuncia il ritiro dal calcio.

## Palmarès

### Club

#### Competizioni nazionali
- American Professional Soccer League: 1

Montréal Impact: 1994
- Voyageurs Cup: 3

Montréal Impact: 2002, 2003, 2004